# Croton yanhuii
Croton yanhuii är en törelväxtart som beskrevs av Yong Tian Chang. Croton yanhuii ingår i släktet Croton och familjen törelväxter. Inga underarter finns listade i Catalogue of Life.